# Вуокса (озеро)
Вуо́кса — озеро в Приозерском районе Ленинградской области. Расположено к юго-западу от города Приозерск.

## Название
Озеро и протока, соединяющая его с Ладогой, в 1500 году упоминались во второй Новгородской летописи под названием «Узерва» (от карел. Uuzijärvi, «новое озеро»). Впоследствии, в XVII веке, после замены населения берегов озера с карельского на финское, название озера финнизировалось, и стало звучать как «Уусиярви» (фин. Uusijärvi). Во время массового переименования гидронимов Карельского перешейка в середине XX века название озера сменилось на «Вуокса».

## География
Вуокса — самое большое из озёр Карельского перешейка. Площадь — 95,6 км². Высота над уровнем моря — 7,0 м. Средняя глубина — 5, 1 м. Дно покрыто коричневым или серым илом, иногда каменистое. Озеро расположено к юго-западу от города Приозерск.
Происхождение озёрной котловины — ледниковое. Отступая, ледник оставил глубокие борозды на гранитных берегах озёр, отполировал отдельные участки в «бараньи лбы».
Наиболее мелководный плёс — Приозерский. От соседнего, Некрасовского плёса, его отделяют острова Чудный и Большой Средний. Дно Некрасовского плёса в центральной части представляет впадину глубиной до 15 метров, которая начинается в километре от острова Большой Средний и заканчивается у пролива, отделяющего северную оконечность острова Олений от материка. Третий плёс — Кротовский, самый обширный по площади. Он ограничен островами Медвежий, Светлый и Олений с целой группой безымянных островов. Дно его изобилует впадинами глубиной 15 и 25 метров. Преобладающая глубина — около 5 метров и только в 0,5 — 1,5 километра от восточного берега проходит узкая извилистая впадина. Её дно скрывается под 10-метровой толщей воды. Ещё один плёс озера Вуокса — Синёвский, он раскинулся между островом Олений, полуостровом Марьинский и берегом озера, на котором находится посёлок Синёво.
На берегу озера расположен город Приозерск и несколько посёлков, в том числе Синёво, Горы, посёлок и туристическая база Яркое (фин. Suotniemi — болотный мыс), Бойцово, Кротово, Беличье, Костриково.

## Гидрология
Основным стоком озера является крупнейшая река в Карельском перешейке Вуокса, исток которой находится в финском озере Сайма.

## Острова
На озере находится около ста островов, самый крупный из них — остров Олений.

## Растительный мир
На берегах и островах леса образованы в основном сосной, реже елью, а также осиной, берёзами повислой и пушистой, чёрной и серой ольхой. Встречаются широколиственные деревья — липа и клён, местами образующие отдельные небольшие участки леса.

## Галерея

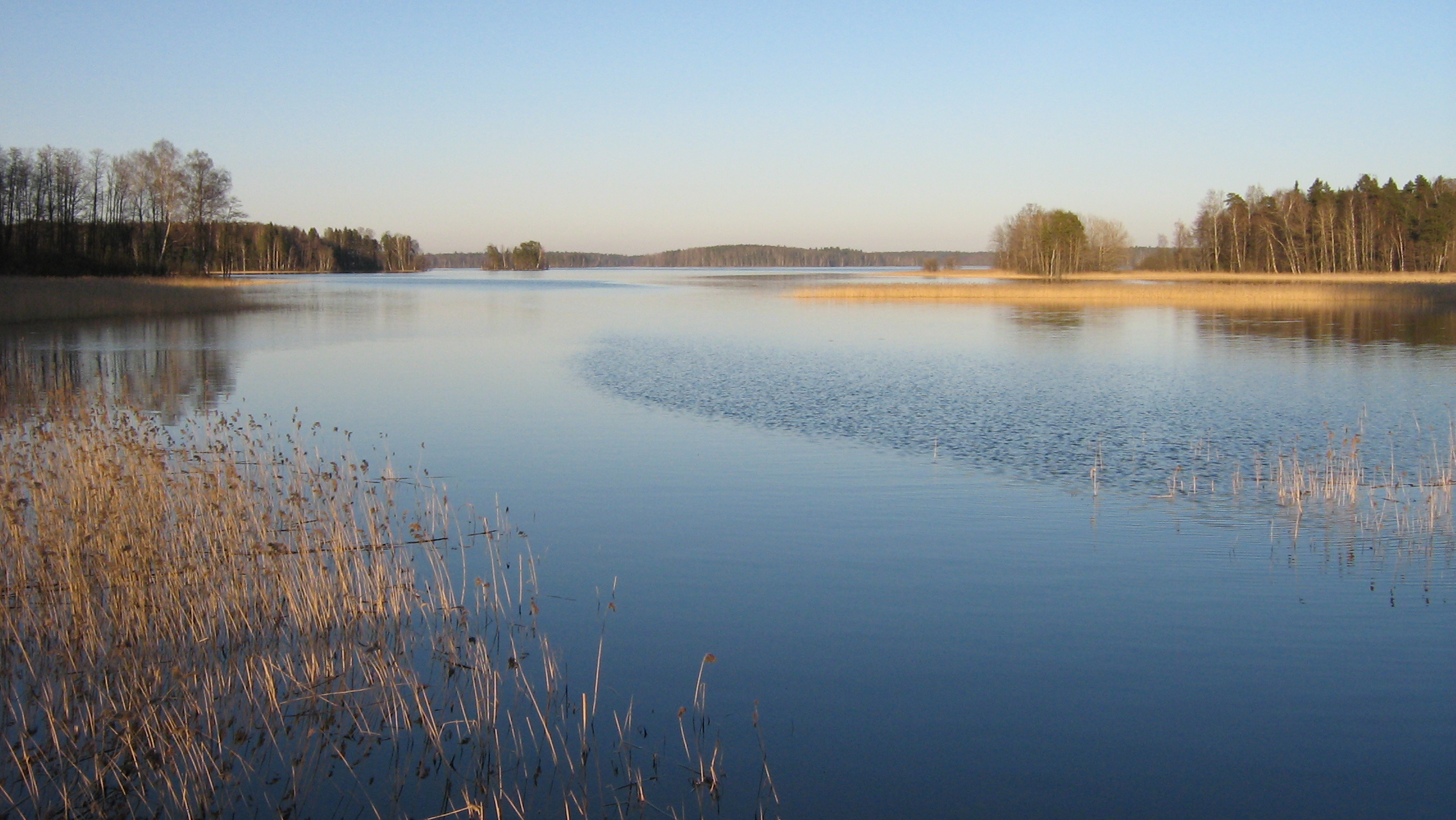
Озеро Вуокса возле посёлка Яркое
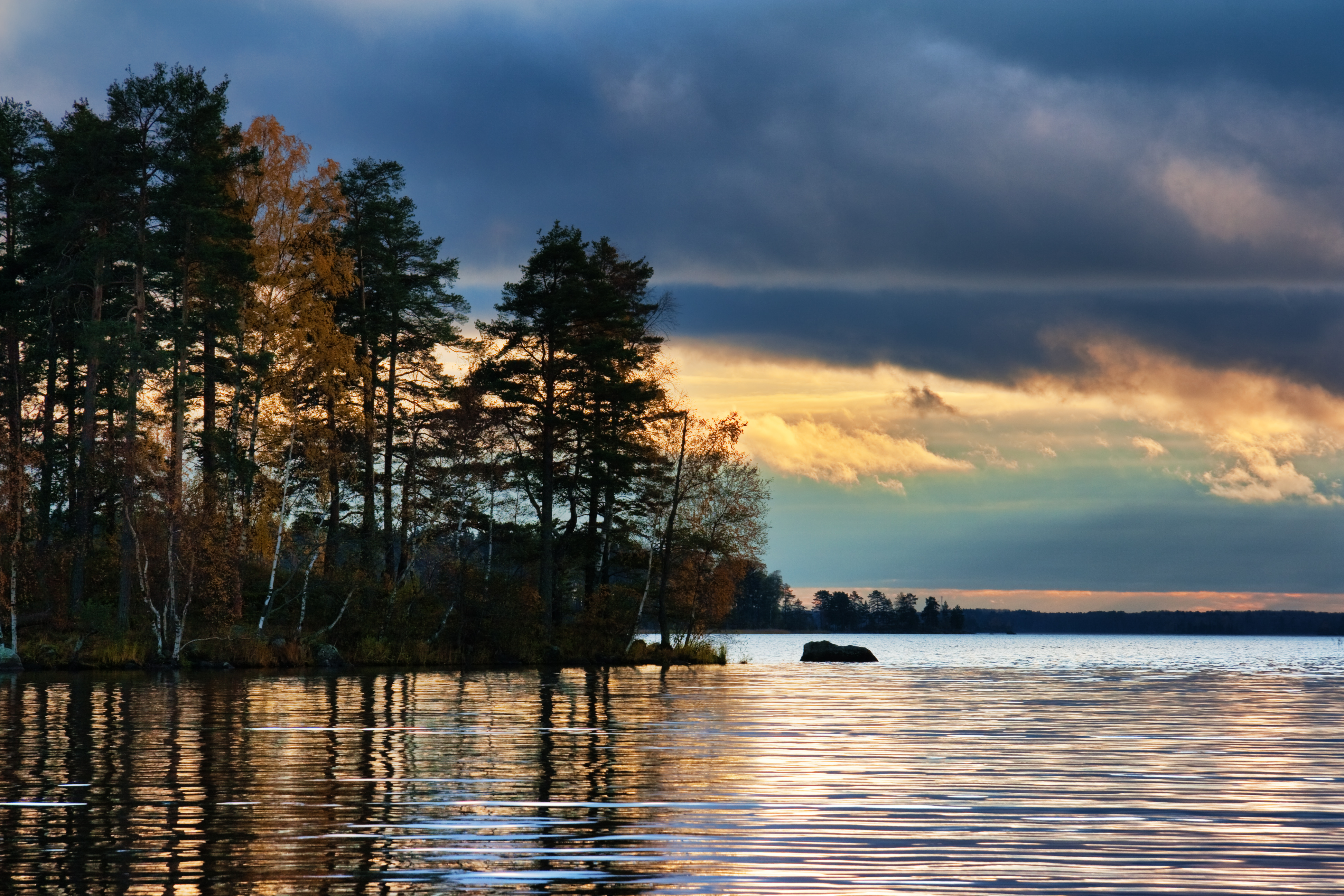
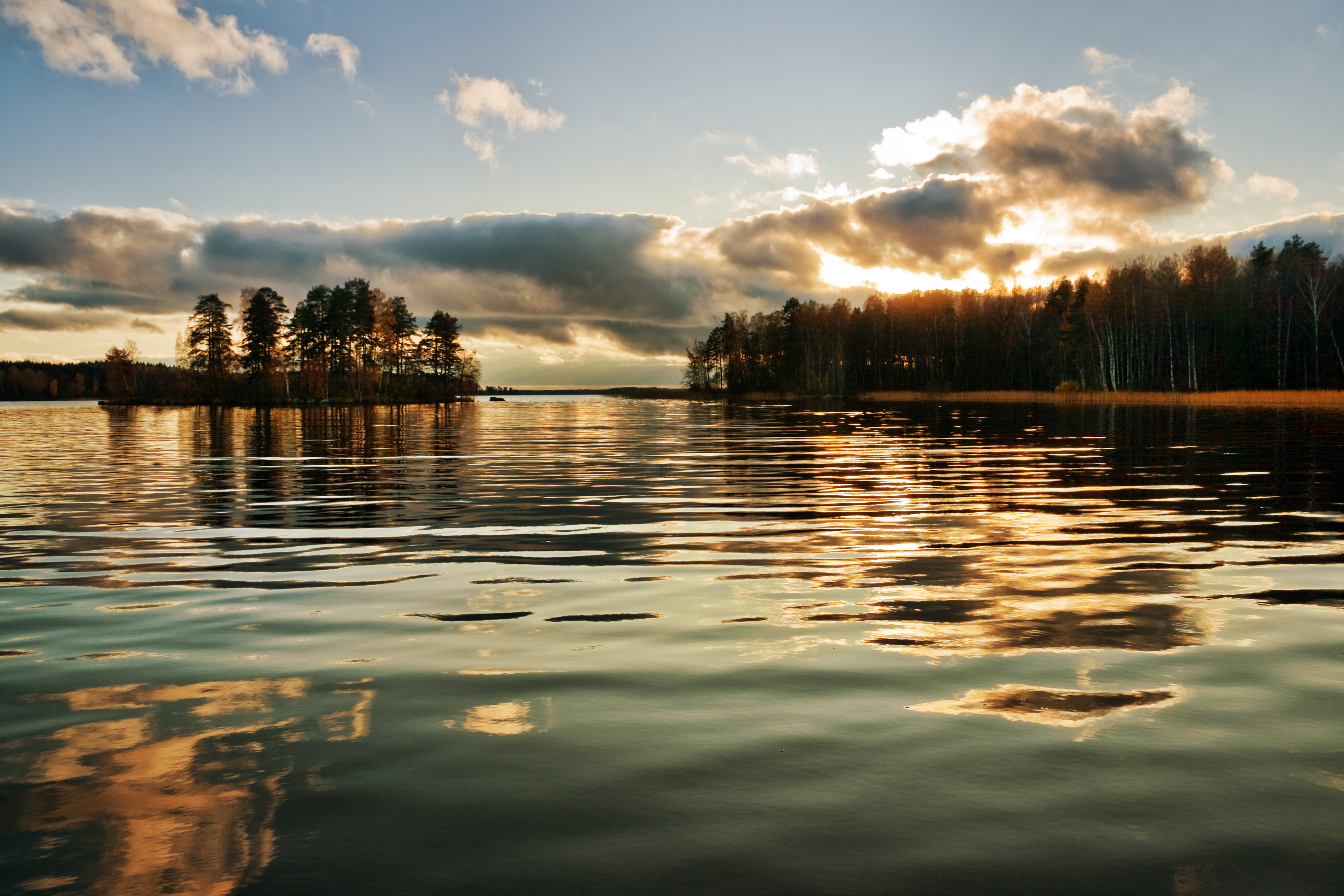
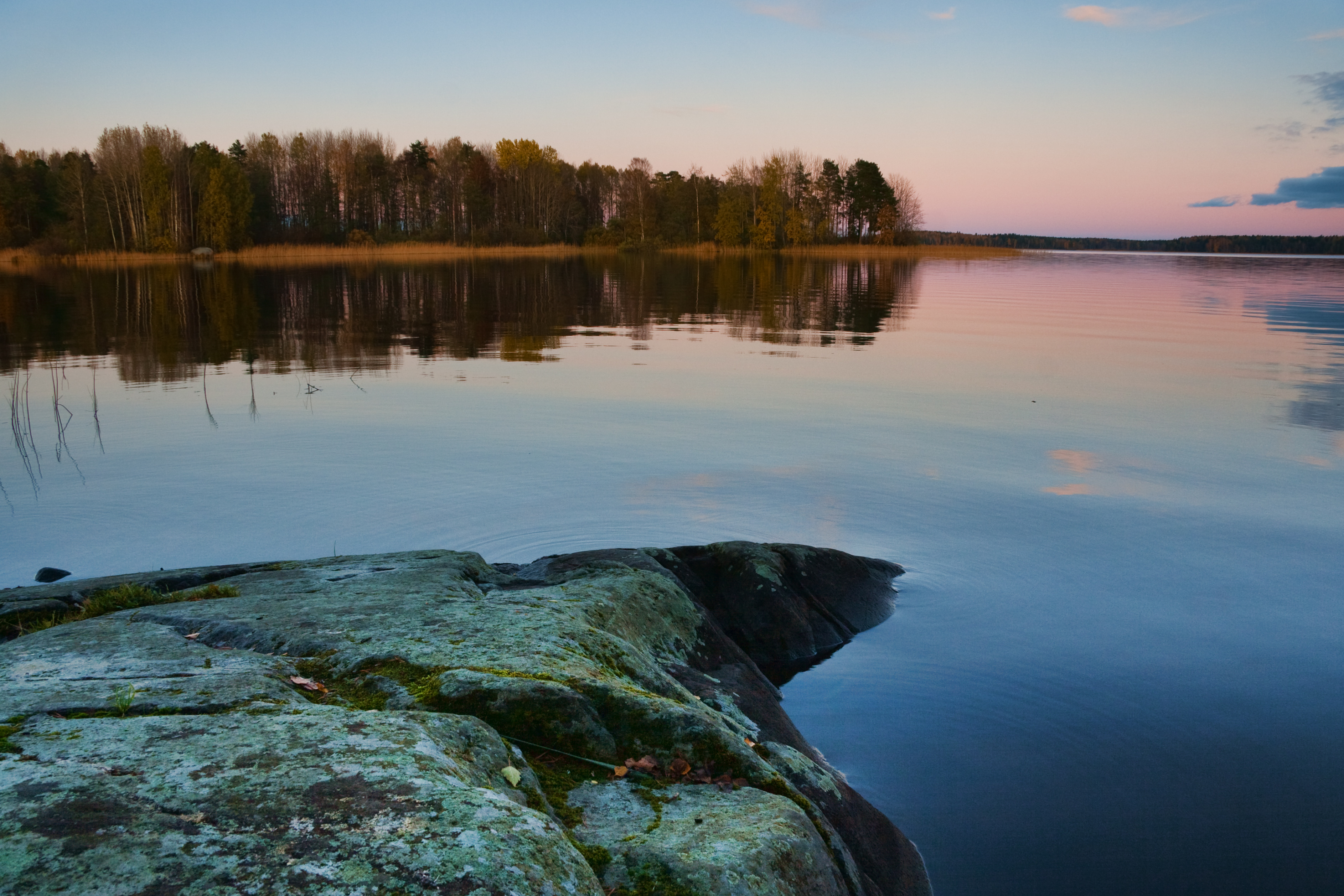
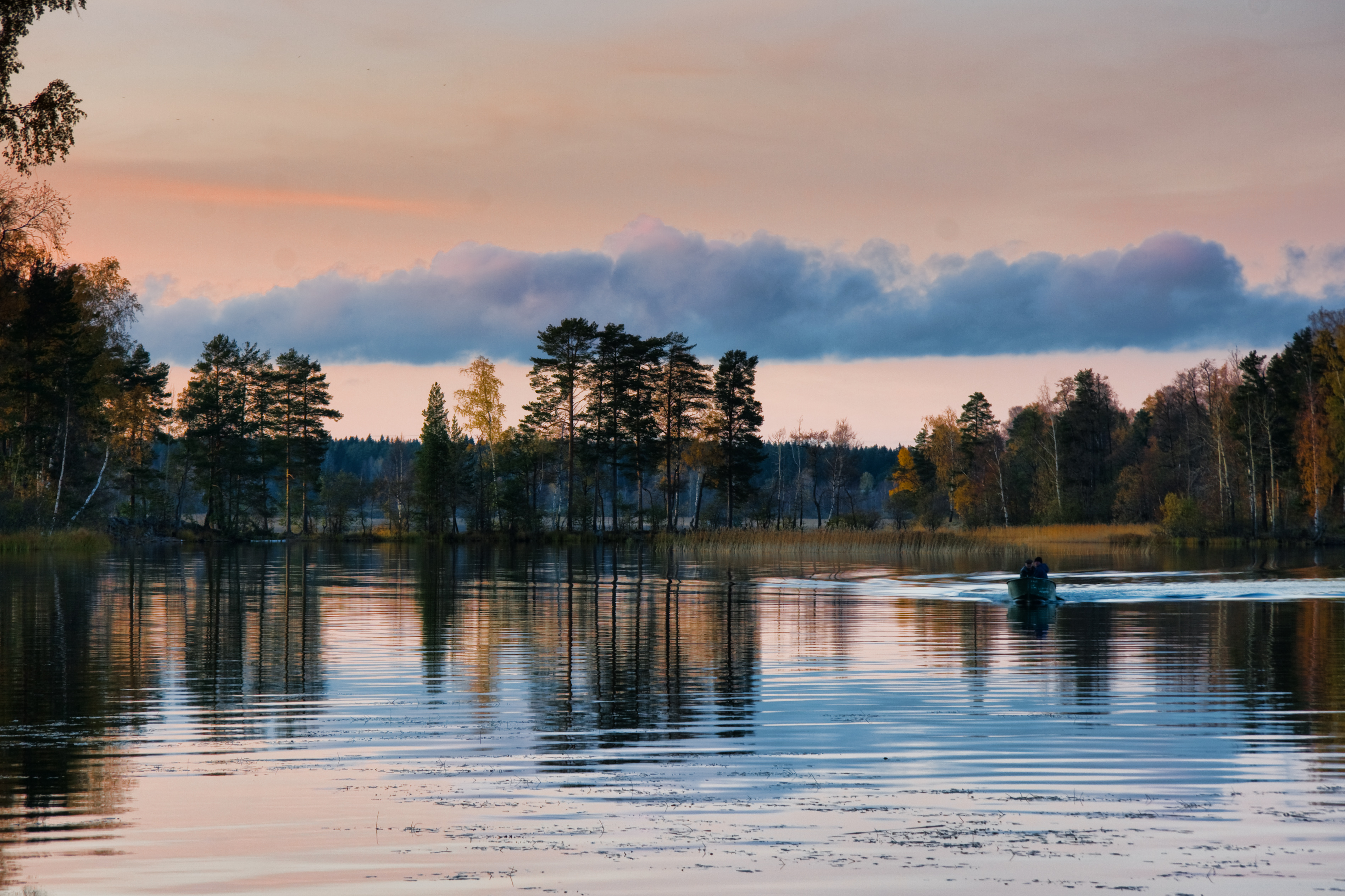
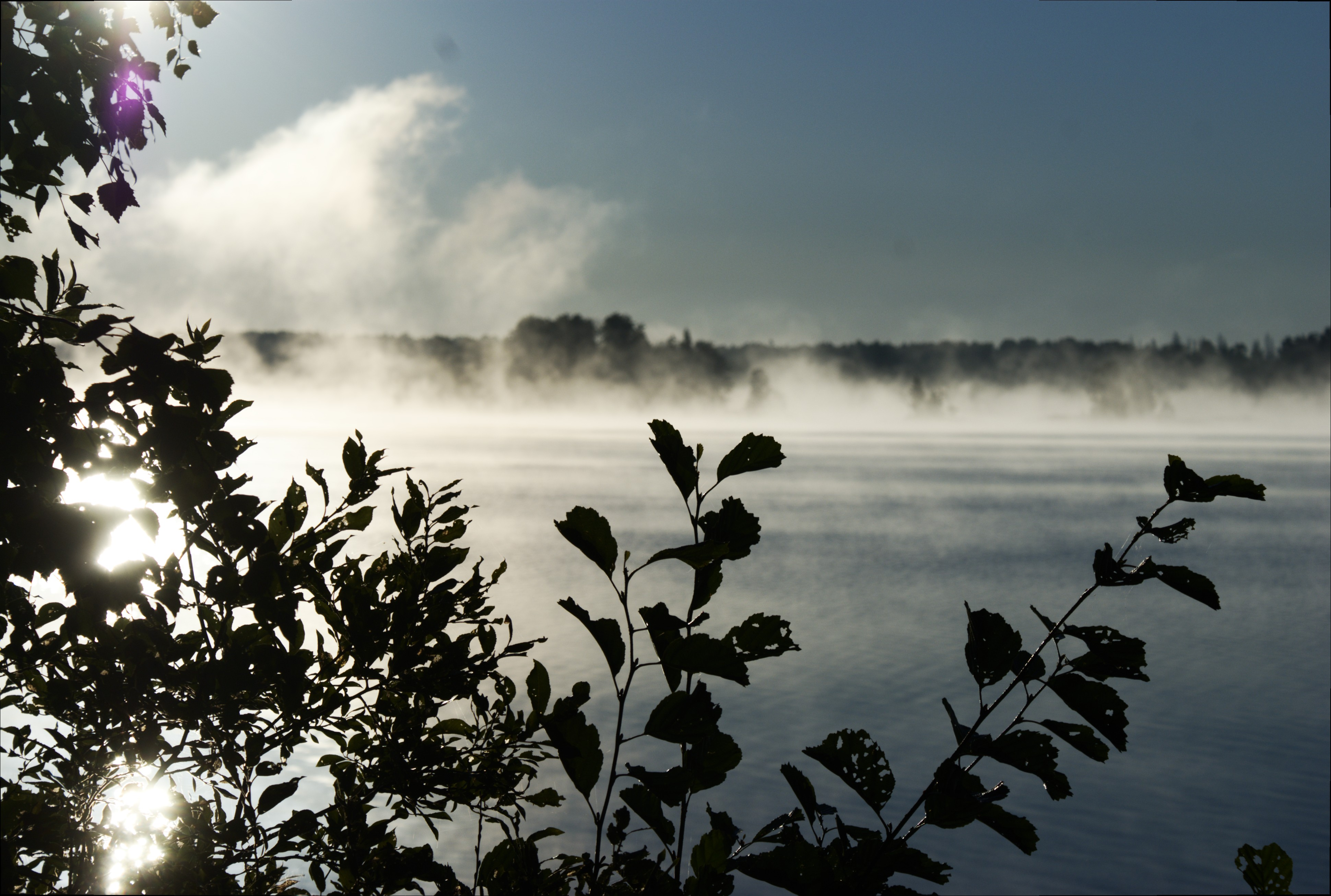